# Cryptolectica monodecta
Cryptolectica monodecta là một loài bướm đêm thuộc họ Gracillariidae. Nó được tìm thấy ở Nam Phi.